# Такора
Такора (исп. Tacora) — вулкан на севере Чили в области Арика-и-Паринакота на границе с Перу. Высота — 5980 м.
Это самый северный вулкан Чили. Входит в состав двойного вулкана вместе с вулканом Чупикинья, расположенным севернее.
Вулкан Такора имеет правильную коническую форму и покрыт снегом и ледниками начиная с высоты 5500 м. Основной кратер находится на северо-западном склоне на 300 м ниже вершины. На восточной стороне вулкана имеются горячие источники.
Многочисленные залежи серы расположены в седле между Такора и Чупикинья, а также заброшенная шахта Агуас-Кальентес, в прошлом важное место добычи серы, откуда транспортировали добытую руду по маленькой нитке к железной дороге Арика — Ла-Пас (Боливия).
Населенные пункты, близкие к вулкану — посёлки Такора и Вилья-Индустриаль.

## См.также
- Список вулканов Чили
- География области Арика-и-Паринакота